# Jour de la victoire dans la grande Guerre de libération de la patrie
Le Jour de la victoire dans la grande Guerre de libération de la patrie est une fête nationale en Corée du Nord. Il est célébré le 27 juillet et marque la signature de l'accord d'armistice coréen qui a mis fin à la guerre de Corée. Des cérémonies ont lieu au Musée de la guerre victorieuse.